# Batina, Draž
Batina je naselje na Hrvaškem, ki upravno spada v občino Draž; le-ta pa spada v Osiješko-baranjsko županijo.

## Demografija
| Pregled števila prebivalcev po letih | Pregled števila prebivalcev po letih | Pregled števila prebivalcev po letih | Pregled števila prebivalcev po letih | Pregled števila prebivalcev po letih | Pregled števila prebivalcev po letih | Pregled števila prebivalcev po letih | Pregled števila prebivalcev po letih | Pregled števila prebivalcev po letih | Pregled števila prebivalcev po letih | Pregled števila prebivalcev po letih | Pregled števila prebivalcev po letih | Pregled števila prebivalcev po letih | Pregled števila prebivalcev po letih | Pregled števila prebivalcev po letih |
| ------------------------------------ | ------------------------------------ | ------------------------------------ | ------------------------------------ | ------------------------------------ | ------------------------------------ | ------------------------------------ | ------------------------------------ | ------------------------------------ | ------------------------------------ | ------------------------------------ | ------------------------------------ | ------------------------------------ | ------------------------------------ | ------------------------------------ |
| 1857                                 | 1869                                 | 1880                                 | 1890                                 | 1900                                 | 1910                                 | 1921                                 | 1931                                 | 1948                                 | 1953                                 | 1961                                 | 1971                                 | 1981                                 | 1991                                 | 2001                                 |
| 1600                                 | 1752                                 | 1963                                 | 2346                                 | 2555                                 | 2746                                 | 2460                                 | 2568                                 | 2233                                 | 2154                                 | 2130                                 | 2043                                 | 1643                                 | 1449                                 | 1048                                 |

## Spomeniki
Nad naseljem dominira spomenik Antuna Augustinčiča padlim borcem rdeče armade, ki so padli septembra 1944 pri prehodu Donave.